# Ceptura (gmina)
Ceptura – gmina w Rumunii, w okręgu Prahova. Obejmuje miejscowości Ceptura de Jos, Ceptura de Sus, Malu Roșu, Rotari i Șoimești. W 2011 roku liczyła 4717 mieszkańców.